# Shanshan (powiat)
Shanshan (chiń. 鄯善县; pinyin: Shànshàn Xiàn; ujg. پىچان ناھىيىسى, Pichan Nahiyisi) – powiat w zachodnich Chinach, w regionie autonomicznym Sinciang, w prefekturze miejskiej Turfan. W 2000 roku liczył 196 929 mieszkańców.